# Lochmühle (Biebergemünd)

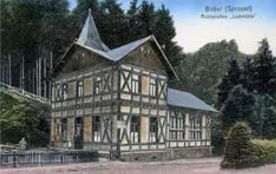
Lochmühle vor dem Ersten Weltkrieg

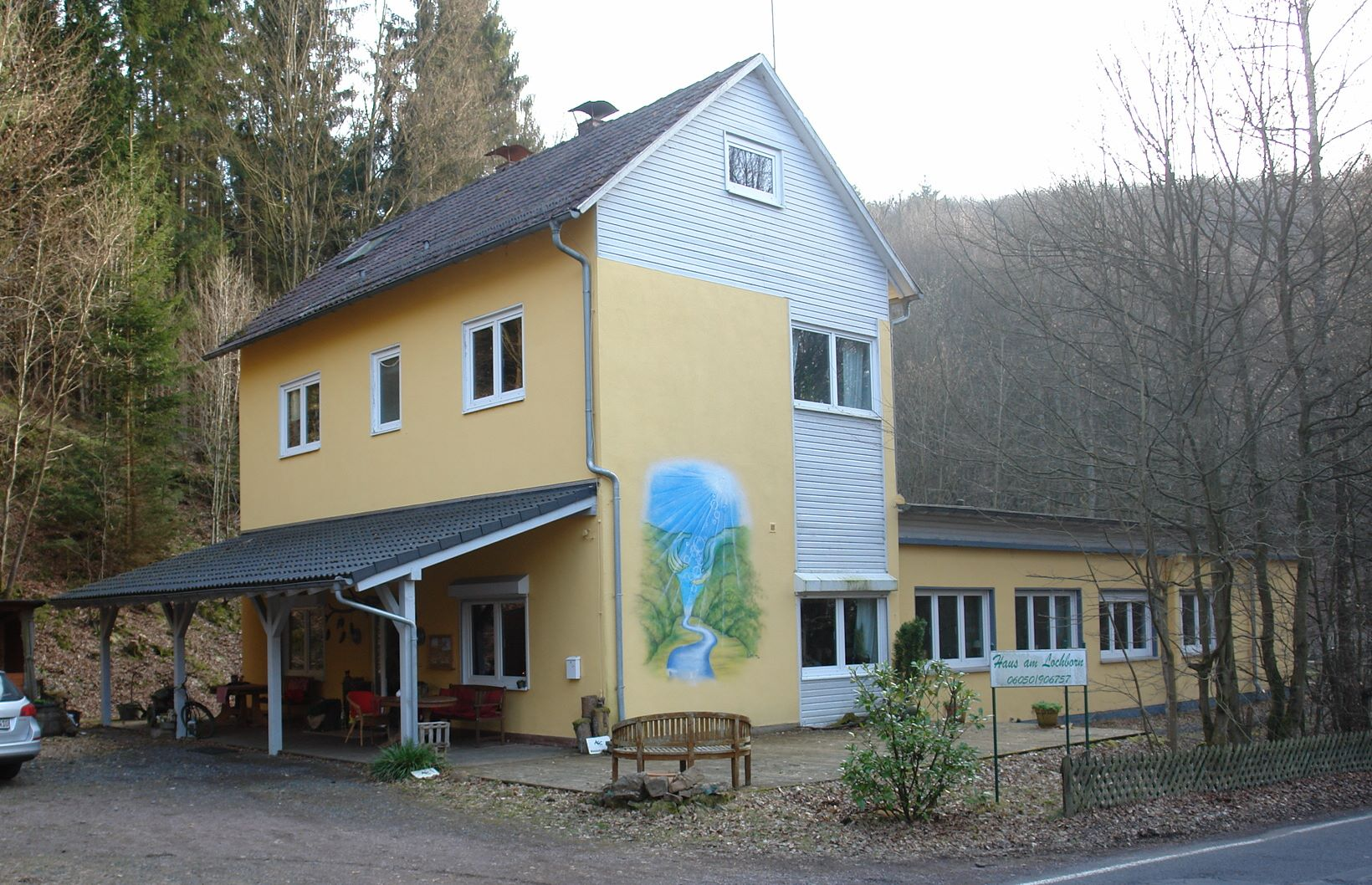
Lochmühle, 2014

Die Lochmühle liegt an der Kreisstraße zwischen Bieber und Wiesen. Dort befand sich bis 2006 die Forschungsstation für Mittelgebirge des Forschungsinstitutes Senkenberg.

## Geschichte

### Bahnhof der Spessartbahn
Ursprünglich war das Gebäude das Empfangsgebäude des Personenbahnhofs der Spessartbahn von Gelnhausen, die hier endete. Ab 1895 wurde hier Personenverkehr durchgeführt. Deshalb entwickelte sich hier ein beliebtes Ausflugslokal. Die Verladung von Erzen wurde im 2 km entfernt gelegenen Endbahnhof Lochborn durchgeführt, bis der Bergbaubetrieb 1925 eingestellt wurde. Der Bahnbetrieb endete 1951 wegen Unwirtschaftlichkeit. Für Personenverkehr wurden ab dieser Zeit Busse eingesetzt.

### Forschungsstation für Mittelgebirge des Forschungsinstitutes Senckenberg
Die Forschungsstation für Mittelgebirge wurde als Außenstelle Lochmühle im hessischen Spessart gegründet und befasste sich mit Biodiversitätsforschung im Bereich der zentraleuropäischen Mittelgebirge. Ab 1996 war die Station eine selbstständige organisatorische Einheit im Gesamtverband des Forschungsinstitutes Senckenberg. Neben wenigen fest angestellten Mitarbeitern des Stammpersonals war die Forschungsstation auf Mitarbeiter angewiesen, die aus Projektmitteln bezahlt wurden. Sie stand unter der Leitung von Dieter Mollenhauer.

### Johann-Heinrich-Cassebeer-Gesellschaft
Die Johann-Heinrich-Cassebeer-Gesellschaft e.V. war ein gemeinnütziger Verein zur Förderung regionaler geologischer Forschungen im Spessart. Sie hatte ihren Sitz bis 2006 in der Lochmühle und danach, bis zur Auflösung des Vereins, beim ersten Vorsitzenden Peter Mollenhauer in Bieber. Ziel der Gesellschaft war es unter anderem, bereits vorliegendes Wissen über den Naturraum Spessart zu bewahren, zu dokumentieren und auszuwerten.

### Haus am Lochborn
Heute befindet sich im Haus am Lochborn ein familiengeführtes Präventionszentrum für Körper, Geist und Seele sowie das an Sonntagnachmittagen geöffnete Café Seelenwärmer.